# 人造人間ハカイダー
『人造人間ハカイダー』（じんぞうにんげんハカイダー）は、東映スーパーヒーローフェアの一環として1995年4月15日に公開された特撮映画。英題はROBOMAN HAKAIDERもしくはMechanical Violator Hakaider。
キャッチコピーは「正義も悪もいらないぜ! オレの名はハカイダー!!」。

## 概要
1995年4月15日に公開された東映スーパーヒーローフェアの作品の一つ。『人造人間キカイダー』に登場する敵役のロボット、ハカイダーを主人公とした作品である。しかし原典とは設定が大きく異なり、名前とイメージだけを使用したスピンオフ作品である。
プロデューサーは『キカイダー』でもプロデューサーだった吉川進、脚本はキカイダーで前期メインライターであった伊上勝の実子である井上敏樹がそれぞれ起用されている。
公開翌年の1996年に劇場未公開シーンと新規追加撮影シーンを加えた、ディレクターズカット版が公開された。
原作者である石ノ森章太郎が生前に製作に関わった最後の東映特撮作品である。

## ストーリー
争いのない奇跡の街ジーザスタウンに、黒い破壊者ハカイダーが現れた。ゲートを破壊して侵入したハカイダーは、迎撃に現れた重武装兵を次々と倒していく。その姿を見た反政府ゲリラのカオルは、ハカイダーを救世主と考える。
重武装兵との戦いで傷ついたハカイダーはカオルに助けられ、ジーザスタウンが元老院の総督グルジェフに支配されていることを知る。しかし、カオル以外のゲリラはハカイダーに興味を示さず、自分たちの欲望のために戦っていた。そのような彼らに対しハカイダーは「お前たちも醜い」と言葉を投げかける。そこへ重武装兵を連れた公安司令官ミカエルが現れ、ハカイダーとゲリラたちを一掃する。
瀕死の重傷を負ったカオルはハカイダーと再会し、オアシスへ誘った直後に息絶える。怒りに燃えるハカイダーは、グルジェフの歪んだ心に支配された偽りの平和を破壊するべく、元老院へと向かう。ここにハカイダーとグルジェフおよびミカエルとの決戦が始まるのだった。

## 登場人物

### ハカイダー
絶海の孤島にある監獄に封印に近い形で幽閉されていた戦闘型人造人間。トレジャーハンターたちが監獄に侵入したことで、トレジャーハンターを皆殺しにしつつ永い眠りから覚醒する。元々はジーザスタウンの治安維持用にグルジェフに開発されたロボットだったが、如何なる手段を用いても制御不可能であったために廃棄処分が決定し、処分寸前に数名の科学者によって盗み出され行方不明となっていた。非戦闘時にはリョウと呼ばれる人間形態に変身する。
人間形態では人語を発しないが、戦闘形態では人間の感情を理解しているかのような発言をする。信念をもつ者には思いやりをもって優しく接するが、信念をもたない者には容赦がなく、他人の自由を奪う者に対しては、それが自分とは無関係であっても不快感を示す。物語終盤では、カオルに対して深い思いやりを見せる。人間形態では食事も可能だが、食物からエネルギーを摂取しているわけではなく、酸素と反物質を対消滅させて動力をまかなっている。
その戦闘能力は驚異的で、重装武兵程度の改造人間は束になっても敵わず、まして人間ではパンチの一撃にさえ耐えられず死に至る。ハカイダーの発展型であるミカエルには機能面・性能面というスペックでは著しく劣るものの、突撃力や防御力、そして破壊力ではハカイダーの方が勝っている。激昂すると、周囲の物質や触れた物体を燃焼させる能力も見せる。何かを思いやる気持ちや怒りの感情でその能力は急激に上昇するため、ポテンシャルは未知数である。気分が高揚すると、人間の脳髄のような電子頭脳が紅く発光する。また自己修復機能を有しており、破損部位は時間とともに修復される。
- 原作のハカイダーは真一文字の口をして、角度次第で表情が変わるのに対し、本作のハカイダーは口をへの字に曲げ、歯が剥き出しになるような造形になっており、明らかに憤怒の形相である。『石ノ森章太郎変身ヒーロー画集（After1975）』に、本作のために描いた石ノ森のハカイダーのカラーイラストが掲載されている。そのイラストはオリジナル版とほぼ同じデザインであった[要ページ番号]。

装備
ハカイダーショット
ハカイダーの使用するショットガン。超高周波炸裂弾を発射する。超高性能なショットガンであり、ハカイダーの能力と相まって百発百中である。発射による反動・衝撃は凄まじく、ハカイダーと同等、あるいはそれ以上の能力を持たないロボットが撃った場合、肩や腕が吹き飛ばされる（描写こそないが、人間では使用そのものに耐えられない）。劇中においてはハカイダーショットを使用した重武装兵の腕が吹き飛ぶシーンがある。モデルとなった銃はレミントンM870。
アームショット
ハカイダーの右腕に隠されている小銃。ハカイダーショットとは弾丸が共通である。ハカイダー本人のエネルギーを付加すればハカイダーショット以上の破壊力を発揮する。作動システムは独立しているようで、腕を切断されても使用が可能で、通常版のミカエル戦車戦において使用される。隠し武器的な扱いではあるがその威力は凄まじく、ミカエルの腕を一撃で破壊する。
- 企画段階では腕にトンファーカッターを内蔵していたが、雨宮が『ゼイラム2』でゼイラムロボットに使用したため没となり、代案として使用された。

破壊砲
胸部の十字型の傷から出現する三門の砲身。ディレクターズカット版にのみ登場、ミカエル戦車を一撃で粉砕した。
ハカイダーブレイン
ハカイダーの頭部にある電子頭脳。人間の脳髄に似た形状を持ち、怒りと共に紅く発光する。
破壊回路
胴体部にあるハカイダーの第二電子頭脳。戦闘時に気分を高揚させ、活性化する。
ハカイダーアイ
赤外線サーチ機能をもつハカイダーの目。ターゲットを多次元的に捉えることが可能で、これによりハカイダーショットは百発百中の精度をもつようになる。
ギルティ
- 最高速度：時速666km
- ベース車：ヤマハ・VMAX

ハカイダー専用のバイク。ハカイダー自身と同じく、対消滅エンジンを搭載している。ハカイダーへの変身と同時に車体の青いランプが発光、アクティブとなる。後部にはハカイダーショットのホルダーが取り付けられている。

### ミカエル
ジーザスタウン公安司令官。自我が芽生えたために廃棄されたハカイダーの代わりに開発されたロボットで、出自としてはハカイダーの弟にあたる。軍事・警察といった治安維持の一切を取り仕切る超高性能戦闘型ロボットである。ハカイダーの発展型であるために、スペック上ではハカイダーを遥かに上回り、最終決戦においてその能力が垣間見られる。ハカイダーのような人間形態に変わる機能はなくベースカラーもハカイダーの黒と対照的に白色となっている。一人称は「私」。グルジェフの命令のみに従い、彼の語る正義を信じて疑わない。
犯罪者の自殺を阻止するなど生命の大切さと尊さを理解している一方で、ハカイダーとの戦闘で生き残った重装武兵を「戦って死ななかった」という理由でその場で処刑するという残忍な一面を持つ。また、ハカイダーとの決戦ではハカイダーショットを奪い、弾丸を抜いてから銃身で殴りつけるという陰湿な行為も平然と行う。ハカイダーに対してライバル心的な感情を見せるなど、様々な顔を見せる。
最終決戦においてハカイダーとの激しい攻防を繰り広げ、敗北寸前まで追い詰めるが怒りの感情により急速にスペックが上昇したハカイダーにより、右腕をアームショットで打ち落とされ、エンジェルウィングを引き千切られ、首を脊髄ごと引き抜かれ、破壊される。
- 名前の由来は大天使「ミカエル」。
- 声を担当した井上和彦は、敵役ではあるが悪人ではなく善人のイメージでの演技を要望された[6]。

装備
エンジェルクロウ
両腕に装備された鋭利な爪。それ自体が刃となって敵を貫き、切り裂く。これだけに留まらず腕全体でエネルギーを充填することで爪が発光、レーザーメスを遙かに上回る切れ味を発揮する。
劇中ではハカイダーの特殊高分子セラミック製のボディを貫きダメージを与え、体を持ち上げ軽々と爪で投げ飛ばし一時はダウン状態に追い込んだ。
ディレクターズカット版でも生き残った重武装兵を抹殺した他、カオルに瀕死の重傷を負わせている。
エンジェルウィング
ミカエルの背中（左肩胛骨付近）に装備されている金属繊維製の四枚の羽。通常は折り畳んでマントのようになっているが、展開することで鋭く尖った先端がカッターとなって敵を切り裂く。ハカイダーを弾き飛ばし、ボディを切り裂く切れ味を誇るが、装備されている箇所の問題から、使用可能域、および使用体勢が限定される難点を抱えており、ほぼ不意打ち専用の隠し装備となっている。

#### ミカエル戦車
ハカイダーによって首をもぎ取られて破れた後、グルジェフの所有していた戦車マシンと合体し、ミカエル戦車となる。ミカエルの意識は消え、グルジェフの持つリモートコントローラーによって操られている。
形状からして小型戦車と言うよりも二足歩行戦車に近く、ミカエルの首を移植され、長い首を持った異形の怪物のように描かれている。ハカイダーを（ヘルズシザースで捕らえて地面や壁に叩き付けたり、ヘルズキャノンで右腕を打ち落としたりと）追いつめるも、最後はアームショットに敗れ爆発する。破片（頭部とヘルズキャノンの一部）はグルジェフの所へ飛び散り、頭部はグルジェフ死亡後、意識を持って「…私は…正義…」と台詞を繰り返した。
- ミカエル戦車の造形物は人形アニメ用モデルと実物大の首とヘルズシザースと下半身と破片（頭部とヘルズキャノンの一部）が作られた。
- ミカエル戦車の登場は公開まで公表されていなかった。
- ミカエル戦車は右半身が青、左半身が赤とキカイダーと同様の彩色が成されており、逆にS.I.C.のキカイダーはこの顔に近いものになっている。

装備
ヘルズシザース
ミカエル戦車の「左腕」として装備された巨大な爪。高い握力を誇り、ハカイダーのパワーをもってしても振り切ることはできない。主に捕らえたターゲットを壁に叩き付けたり、ヘルズソウ（下記）で攻撃する際に使用される。
ヘルズキャノン
ミカエル戦車の「右肩」に装備された四門のエネルギーキャノン。毎秒8発のエネルギー弾を発射し、ターゲットを瞬く間に粉砕する。ハカイダーの右腕を破壊する。
ヘルズソウ
ミカエル戦車の「顎」の下に取り付けられた高速回転ノコギリ。ヘルズシザースによって捕らえた敵を切り裂くために使用されるが、劇中ではその能力を発揮することはできない。

### グルジェフ
ジーザスタウン元老院の総督。口では平和と市民への愛を謳っているが実際は尊大で傲慢な性格の持ち主であり、市民のことも自分の意に従い続けるからこそ美しいと言って憚らない。平和というのも自分に逆らう犯罪者を捕らえて金属チップを埋め込んで洗脳、あるいは抹殺によって成り立つ「偽りの平和」である。しかしながらジーザスタウンのほとんどの市民は彼の恐怖政治と偽りの平和とをおおむね受け入れている状態にあり、そのことを自分の成し遂げた成果として強い陶酔を覚えている。自分の支配力をさらに強めるためにハカイダーを作らせたが制御できず廃棄し、新たにミカエルを作らせる。ミカエル戦車をも破壊され、拳銃も通用しないハカイダーに惨めに狼狽する姿に、ハカイダーから「殺す価値など無い」と唾棄され見逃される。だが、懲りずにミカエル戦車にあったヘルズキャノンでハカイダーを背中から撃とうとしたため、彼のパンチを腹に受けて死亡した。本編後の世界が舞台のゲーム版ではハカイダーと同タイプのボディを移殖して復活を遂げる。
- 脚本段階での仮称は「白倉」とされていた[7]。
- 漫画版ではプロフェッサーギルの弟子であったと語られている。

### 重武装兵
元老院の親衛隊である改造人間。ミカエルが指揮する。元は人間だったが頭脳と肉体を改造されており、自らの意志を持たない兵器と化している（劇中では「上から命令されただけ」とハカイダーに命乞いをする描写がある。ただし、その後に「自分の意志を持たぬ者に生きている価値など無い」と一蹴されている）。一定の周期で本部でエネルギーの補充が必要であるが、本部中枢のコントロールユニットを破壊されるとほとんどの個体が行動不能に陥る。二つのタイプがあり、寸胴な体躯をした小隊長クラスとスマートな体躯をした一般兵士クラスがある。
反政府ゲリラが使用する武器でも倒せるほど脆弱であるが、その数による圧倒的な質量攻撃は効果的で、不意の攻撃とはいえハカイダーを機能停止に追いやる。
装備
マシンガン
重武装兵が使用する一般的なマシンガン。モデルはFN P90。
手榴弾
重武装兵が使用する一般的な手榴弾。雨宮慶太が監督した『ゼイラム』で使用された物と同じプロップを使用している。
電磁棒
重武装兵が使用する一般的な電磁棒。
他、対物火器としてRPG-7なども使用する。

### 反政府ゲリラ
ジーザスタウンを統括する元老院転覆をたくらみ、ゲリラ活動を行う集団。軍資金調達のために現金輸送車から現金を強奪する際重武装兵と戦うハカイダーと遭遇、傷ついたハカイダーを保護する。
元老院転覆を謳うがその実、自らが新たな支配者として君臨しようと企んでいる。そのためにハカイダーに「醜い」と言われる。ハカイダーを追う重武装兵にアジトを襲撃され、全滅させられる。
カオル
グルジェフの監視下におかれた偽りの自由を嫌い、真の自由を夢見る女闘士。自らの夢に度々現れる救世主＝黒い馬に乗った黒騎士をハカイダーに見出し、最期の希望と信じて元老院と共に戦うことを願った。
反政府ゲリラのメンバーでは最も信念を持って行動しており、金に目のくらんだメンバーを叱責する一面も見られる。男勝りな性格だが「普通のお嫁さんになる」という夢を持つ女性らしい一面も持つ。人間以上に人間らしい純粋な心を持つハカイダー＝リョウに心惹かれていくが、アジト襲撃の際にミカエルのエンジェルクロウによって瀕死の重傷を負わされ、リョウに看取られながら息を引き取る。このカオルの死はハカイダーの怒りを爆発させ、元老院本部への攻撃と徹底破壊を決意させた。
キャップ
反政府ゲリラのリーダー格。眼鏡を着用。アジトを元老院の重武装兵に襲撃された際はカオルを庇い二丁拳銃で応戦、兵士ひとりを倒すも力及ばず、銃撃を受けて死亡。
アミ
反政府ゲリラのメンバー。レザーキャップを着用。カオルと彼女が持つ鈴に興味を示したリョウをからかう。元老院の襲撃に応戦及ばず銃撃により死亡。
キヨ
反政府ゲリラのメンバー。逆立った髪型にノースリーブのレザーベストが特徴。「元老院を潰せば自分達が法律になりどんな夢でも叶う」とうそぶき、ハカイダーから「元老院と同じくお前達も醜い」と唾棄される。で重武装兵に応戦するも激しい銃撃を受けて死亡。
アンディ
反政府ゲリラのメンバー。跳ね上げ式サングラスを着用。ロボット＝リョウへの侮蔑の感情を隠さない。アジトを襲撃した重武装兵により真っ先に背後から撃たれるもその時点では辛うじて生きていたが、ハカイダーを倒し帰投する重武装兵によりカオル共々銃撃され、死亡。
エディ
反政府ゲリラのメンバー。アフロヘア。重武装兵の銃撃により死亡。
ラルフ
反政府ゲリラのメンバー。頭にバンダナを着用。重武装兵の銃撃により死亡。

### ジーザスタウンの住人
検問所係員
国境の検問所に詰めている恰幅のいい男性。入国許可証の提示要求を無視し電撃トラップを強行突破して走り去ったハカイダーの背後を見送った際、ギルティから千切れ落ちた白熱化した鎖を見て驚く。
少年
元老院の牢獄に囚われていた。ハカイダーから「信念を持って生きるか？」と訊ねられ、彼をまっすぐ見据えて頷くと、牢屋から解放される。逃げ出す際、ハカイダーに笑みを返す。劇場公開版では登場シーンがカットされ、ディレクターズカット版にて初登場。

## ジーザスタウン

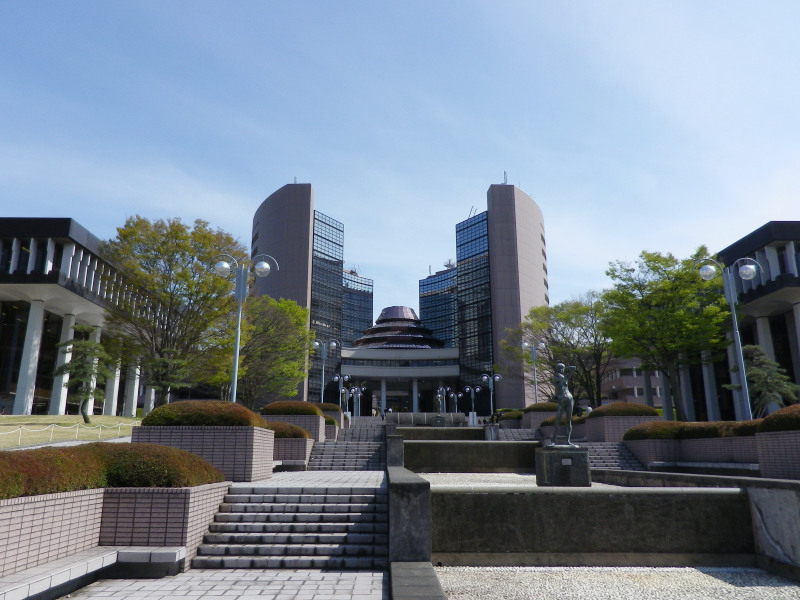
東京工科大学八王子キャンパスの研究棟。ジーザスタウン元老院本部ビル外観の撮影に使用。

元老院議長であるグルジェフが築き上げた現代のエデンと言われる近未来の「理想都市国家」。分厚い隔壁で覆われた都市は外界と完全に遮断され、一見、秩序に守られた平和な街を装っている。しかしその実、重武装兵を始めとした圧倒的な武力によってグルジェフがジーザスタウンの市民を支配している。グルジェフの執務室にはジーザスタウンの情報を伝えるモニターが設置されており、市民はグルジェフによって四六時中、監視されている。劇中グルジェフはジーザスタウンが設立されてから三回目の記念日だと発言する。
ジーザスタウンはグルジェフが議長を務める元老院のもと、公安司令官であるミカエルが国境警備隊、元老院親衛隊「重武装兵」、公安警察「ジーザススワット」を指揮するという組織となっている（劇中ではグルジェフ以外の元老院議員、ジーザススワットは登場しない）。
ジーザスタウンを見下ろすようにそびえ建つ元老院本部の中枢にはセキュリティーユニット、重武装兵管理コントロールシステムが設けられている。厳重な警備によって護られている本部であるがこれが弱点となっており、中枢部を破壊された場合、重武装兵の大半は行動不能に陥る（ハカイダーが元老院本部へ乗り込む際の先制攻撃でやられる）。
- 元老院本部ビルは東京工科大学の研究棟が使用されている。ジーザスタウンのなかには『仮面ライダーJ』に登場する怪人の手配書が貼ってある。

## 制作エピソード
- 当初吉川は脚本を『キカイダー』の後期メインライターだった長坂秀佳に執筆依頼をすべく連絡したが、長坂は多忙を理由に断ったという。後にその際の事情をすっかり忘れた長坂が「石ノ森章太郎を送る会」にて吉川と会うなり「なんでオレに書かせてくれなかったんだ」と詰ったが、「電話したけど、忙しいって言ってたじゃない」と返されたという[8]。
- ヒロイン・カオルのBGMには『キカイダー01』のビジンダーのテーマが使用されている。本作の続編としてカオル役の宝生舞を主役としたビジンダーのリメイク作品も企画されていたが、実現には至らなかった[9]。
- ミカエル役の井上和彦は、雨宮の監督作品『ゼイラム2』に出演していた縁で起用された[6]。

## キャスト
- リョウ：岸本祐二
- カオル：宝生舞
- キャップ：栗原敏
- アミ（女ゲリラ）：河合亜美
- キヨ：井上清和
- アンディ：アンディ・スミス（演）
- エディ：エディ・ローレンス
- ラウフ：ラウフ・アーメッド
- 犯罪者：高橋利道
- 検問所係員：エド・サーディ
- 重武装兵隊長：清家利一
- 盗掘者：横山誠、大橋明、横山和博、阿部光男
- 村田誠司
- 吉田瑞穂
- 加茂進
- 小林勇治
- 山内宏聡
- 前原実
- 少年：柴田翔平
- 頭脳処理室の男：螢雪次朗
- グルジェフ：本田恭章

### 声の出演
- ハカイダー：松本大
- ミカエル：井上和彦
- アンディ：千葉繁
- 加藤雅也
- 八戸優
- 麻生直希

### スーツアクター
- ハカイダー[10]：岡元次郎
- ミカエル：菊地寿幸

## スタッフ
- 製作：渡邊亮徳
- 原作：石ノ森章太郎
- プロデューサー：吉川進、白倉伸一郎、木村立哉、植村徹（東北新社）、中山晴喜（セガ・エンタープライゼス）
- 脚本：井上敏樹
- 監督：雨宮慶太
- 撮影：松村文雄
- 照明：才木勝
- 美術：井口昭彦
- 編集：菅野順吉
- 整音：太田克己
- 音楽：太田浩一、木下伸司（ディレクターズカット版のサウンドトラック・アルバムのみ「BUDDY-ZOO」名義）
  - 一部編曲：瑞木薫（名前の表記はサウンドトラック・アルバムのみ）[要出典]
- ハカイダーテーマ作曲：渡辺宙明
- 助監督：香月秀之
- スクリプター：生田透子
- 特殊技術：國米修市
- ガンエフェクト：栩野幸知
- キャラクターデザイン：雨宮慶太
- キャラクター造型：前澤範（レインボー造型企画）
- 造型コーデイネート：竹谷隆之
- アクション監督：金田治（ジャパンアクションクラブ）
- 岸本祐二衣裳造型：竹田団吾
- 宝生舞[11]・本田恭章衣装造形：川上登（ジャップ工房[12]）
- コンピュータグラフィックス：篠原保
- カースタント：武士レーシング
- 現像：東映化学
- 制作協力：東映東京撮影所
- 製作：東映、東映ビデオ、東北新社、セガ・エンタープライゼス

### スタッフ（ビデオバージョン）
- 編集：雨宮慶太
- コンピュータグラフィックス：篠原保

## 音楽
主題歌：「WILD SIDE」
作詞：麻倉真琴 / 作曲、編曲：浅倉大介 / 歌：MODE（ファンハウス FHDH-1464）
イメージソング：「想い出を花束にかえて」
作詞、作曲：KYOKO / 編曲：川辺真 / 歌：KYOKO Sound Laboratory（フォルテミュージックエンタテインメント FMDC-519）

## ディレクターズカット版
1996年に発表された完全版。約26分の劇場未公開映像を追加して合成をやり直し、通常版ではエンドロールに挿入されていた映像が本編に組み込まれている。これによって、劇場版では唐突に出て来た台詞が自然な流れの中で出て来るように改善されたり、登場人物の感情を理解しやすくなったりしている。また、ミカエル戦車との戦闘シーンでは、新設定の武器「破壊砲」が登場している。音楽も一部手直しされており、主題歌は使われていない。また冒頭のハカイダーが幽閉されていた監獄島の外景カットは、東映作品オープニングの波打ち際の映像からワンカットで繋ぐ形に変更されている。
2014年に東映チャンネルで放映された。

## 映像ソフト化
- VHS：人造人間ハカイダー
- LD：人造人間ハカイダー
- LD：人造人間ハカイダー ディレクターズカット版
- DVD：人造人間ハカイダー コンプリートDVD
  - 通常版とディレクターズカット版のセット

## 漫画版
4誌に掲載されたが全て未単行本化。
- コミック鉄人版 - やまむらはじめ作画。内容的にはオリジナル色が強く、ハカイダーは「戦争前」に製造され、逃亡した「九体の戦闘用ロボット」を追うために製造され、今なお追い続けているロボット、そしてミカエルはそのうちの一体だという、石ノ森の別作品である『サイボーグ009』の影響を受けた設定改変がされている。
- 月刊マンガボーイズ版 - 余湖ゆうき作画
- 月刊電撃コミックガオ!版 - 井荻寿一作画
- てれびくん版 - 坂井孝行作画

## ゲーム
『人造人間ハカイダー -ラストジャッジメント-』というタイトルで、セガサターン用ゲームソフトとしてセガより1996年12月27日に発売された。セガサターン用ガンコントローラ「バーチャガン」対応のガンシューティングゲームで、アドベンチャーゲーム要素も多少ある。
ストーリーは映画の続編になっており、井上敏樹が新たにストーリーを作成した。「ラストジャッジメント」という副題は、元々は映画の副題として考えられていたもの。エンディングムービーの実写シーンは本ゲームの為に撮り下ろされており、当時では新人だった女優の秋本祐希がカレン（ビジンダーの人間態）役として出演している。

### ゲーム版ストーリー
ハカイダーがグルジェフとミカエルを倒し、その戦いから10年。ジーザスタウンの新たな支配者ギルに従うことを拒否したハカイダーは刺客ワルダーに敗れ、右腕を奪われる。予備の右腕を付けたハカイダーは、奪われた右腕と己の誇りを取り戻すために再びジーザスタウンへ向かう。

### 特徴
ハカイダーは戦闘形態のみの登場。予備の右腕にはアームショットが装備されていないため、ハカイダーショットのみで戦う。弾丸は4種類あり、それぞれ威力や一度に装填できる弾数が異なるため、状況によって使い分ける必要がある。破壊砲も使用できないがゲーム中では特に理由は説明されていない。
映画版の敵であるミカエルやグルジェフが復活し、再びハカイダーと戦う。また、プロフェッサー・ギル、ワルダー、ビジンダーなど『人造人間キカイダー』『キカイダー01』のキャラクターが設定を変えて登場。また、ギル配下のロボットのネーミングパターンは『キカイダー』に登場したダークロボットと同じである。映画からの再登場となったキャラクターは原則映画と同じ役者が声を担当しているが、グルジェフの声は三木真一郎に変更されている。また、ワルダーの声は『キカイダー01』でワルダーを演じた渡部猛。

### キャスト（ゲーム）
出演
- カレン - 秋本祐希
- ハカイダー - 岡元次郎
- その他 - 坂本隆、タケシレーシング

声の出演
- ハカイダー - 松本大
- ミカエル - 井上和彦
- ビジンダー - 長沢美樹
- アントグレー、グルジェフ - 三木真一郎
- シルバーホース - 桜井敏治
- ルビー - 荒木友愛
- ギル、ピンクヒポポタマス - 沢りつお
- ワルダー - 渡部猛

### スタッフ（ゲーム）
映像制作
- 構成・演出 - 尾上克郎
- 原案 - 井上敏樹
- 脚本 - 中野睦
- 絵コンテ - 大畑晃一
- 撮影 - 高橋政干
- 音楽 - 岩崎建

ゲーム製作
- キャラクターデザイン - 雨宮慶太、原田吉朗、クラウド
- デザイン協力 - 企画者104
- ゲーム製作 - 日本メディアプログラミング
- 製作 - 東映ビデオ、東北新社、セガ・エンタープライゼス

## 関連作品
『超光戦士シャンゼリオン』
本作品に続き東映とセガの協力により制作された作品。企画初期は本作品のテレビシリーズとして検討されており、白倉や井上も引き続き参加している。